# 爆笑!シアター・パコーン
爆笑！シアター・パコーン（ばくしょう しあたー・ぱこーん、原題：Right Now Kapow/ライト・ナウ・カポウ）は、ワーナー・ブラザース・アニメーションが製作、ディズニーXDで放送されていたテレビアニメーションである。

## 概要
アイスクリーム、ドッグ、ムーン、プラント、キャンディ、ダイヤモンドの6人のキャラクターが、決められたシチュエーションの下、コントを繰り広げるシットコム・アニメーションであり、3部仕立てのメインコントと、5～6話のそれぞれ内容が違うショートコントによって構成されている。その構成を1パートとして、1話2パートで放送されており、ショートコントの中には、シリーズ化されたものもある。コントによっては、キャラクターの体格が変動する場合がある。
日本語吹き替え版は、女性キャラクターの分も含めてお笑いトリオのフラミンゴが担当している。

## キャラクター

### メインキャラクター
アイスクリーム
声：カイル・キンエイン/日本語版：吉田ウーロン太
頭部がソフトクリームの形をしている男性。肌は黄色。
基本的にしっかりとはしているが、だらけることがある。落ち着いた性格をしており、冷静にまとめようとすることが多いが、まれに怒りを制御できないことがある。
第3話「お黙り」では人間として扱われている。
6人の中でも、ヒーローや戦士、筋肉質な身体キャラなど、たくましいキャラが多い。リーダー的な存在。
たまに冴えない間の抜けたキャラもある。
ドッグ
声：マイケル・ブライクロック/日本語版：辻本耕志
ブルドッグのような顔をした男性。肌は茶色。
真面目な性格であり、ツッコミ役となることが多く、ひどい扱いをされることもある。
6人の中でも、脇役が多い。主役になってもひどい目に遭いやすい。父親や上司キャラが多い。
ムーン
声：バロン・ヴォーン/日本語版：竹森千人
頭部が三日月の形をしている男性。肌は白味がかった緑色。
自分勝手で無鉄砲な性格をしており、周りから意見されると、咄嗟に無茶な答えを出してしまう。
細身で身体が弱そうなキャラが多い。気取っていたり、お金持ちキャラもある。6人の中でもコメディアン気質。
第16話では、リンゴの木を切り倒す大男（ソフトクリーム）を止めようとする勇敢な面を持つ。
プラント
声：ベッツィー・ソダロ/日本語版：吉田ウーロン太
頭部がヤシの木の形をしている女性。肌は焦げ茶色。
ムーンと同様に自分勝手で、破天荒な性格の人物。感情の度合いを示すため「生理的に○○」という表現をよく使う。
6人の中でも、まじめなキャラと奇抜なキャラをどちらも多彩に持つ。
第6話では、お泊り会の挑戦ゲームをきっかけに、世界を支配する独裁者になってしまう。
キャンディ
声：アラナ・ジョンストン/日本語版：辻本耕志
頭部が包み紙でくるんだ飴の形をしている女性。肌はピンク色。
真面目な性格で、周りに対しての意見をよく発言する。また、トラブルに対しても状況を早急に理解する。
6人の中でも、常識があり落ち着いたキャラ。女の子やお姫様、年下キャラが多い。たまに意地悪な面も。
ダイヤモンド
声：エミリー・マヤ・ミルズ/日本語版：竹森千人
頭部がひし形のダイヤモンドの形をした女性。肌は青色。
あらゆる物事にも落ち着いて対応するが、要求を聞かないことがある。たまに人間以外の役で登場することもある。
6人の中でも、クールで冷静。言動の間違いを訂正してくれる。魔女や悪者になってもどこか常識的。

### その他
エキストラ（観客）
多い人数が要せられるコントに登場。
エキストラの声は前述のメインキャラクターの声優が担当しており、日本語版ではアドリブが入ることがある。